# Purulén
Purulén es un complejo arqueológico ubicado en la parte baja del valle de Zaña, en la margen izquierda del río Zaña, departamento de Lambayeque, Perú. Contaba con 16 templos, plataformas, terrazas, dos muros escalonados de grandes dimensiones, varios pasajes naturales y/o caminos, así como miradores o puestos de control. Un aspecto importante del sitio lo constituye la extensa magnitud superficial de evidencias de residuos domésticos (moluscos), es importante porque indicaría una gran concentración poblacional distribuida en las proximidades de los edificios.
En mayo de 1979 se realizó un breve trabajo de excavaciones prospectivas en uno de los monumentos más representativos del conjunto y basural aledaño. Los pozos de prueba corroboraron su filiación formativa tentativamente establecida en el reconocimiento inicial, por la fragmentaria de superficie y las características arquitectónicas.
Investigaciones de Walter Alva en 1988, indican señales de abandono debido a catástrofes como El Niño. También señaló que sería “el primer centro urbano de Lambayeque 1,500 años antes de Cristo” donde se desarrolló una economía compleja, existencia de cerámica ceremonial utilitaria y restos de cutígenos.
Las estructuras monumentales (ubicadas en los diversos sectores de los corredores naturales que forman la topografía del lugar) comparten muchas similitudes formales, pero a la vez una serie de variables que los hacen únicos y especiales en su naturaleza y comportamiento. Lamentablemente, no todos los resultados obtenidos en las excavaciones del sitio han sido publicados. 
La fase 1 de Purulén asociada al Formativo Temprano del valle de Zaña (1300-1100 a. C.), se caracteriza por la construcción intensificada de estructuras monumentales orientadas al norte. Los edificios construidos en esta fase se caracterizan por plataformas superpuestas, construidas con piedras canteadas y asentadas con mortero de barro. Se agrega a este evento constructivo el diseño de escaleras empotradas en su fachada principal y escaleras secundarias en uno de sus flancos laterales, grandes plazas hundidas de forma rectangular y cuadrangular al frente de la estructura, «cámaras semisubterráneas vacías en los templos» (Alva 2017), lugares de descanso y estructuras agentes para el control del acceso en el camino a la estructura principal. La cerámica de esta fase esta caracterizadas por ollas sin cuello, botellas de cuello largo, etcétera, decoradas por líneas incisas, círculos y puntos, los cuales indican su contexto particularmente independiente y diferente a la cerámica de los otros sectores del valle (Nicolas, 2018).
La fase 2 de Purulén, correspondiente al Formativo Medio (1100-800 a. C.), se caracteriza por la reocupación del sitio. En esta fase de ocupación se infiere que la gran mayoría de los templos están siendo ampliados por el acto de la renovación del templo, conservando los valores culturales del periodo anterior. Las investigaciones de Alva (1987) registraron para esta fase una superposición de enlucidos de barro en una de las columnas de la estructura 18, como la expresión práctica de conservar la memoria de los ancestros y la naturaleza de la estructura. Para esta fase se obtuvo un fechado cronológico que data al sitio en el 1200 a. C., la cual tiene que ser revaluada con futuras investigaciones en el sitio. En cuanto a la cerámica de esta fase se ha registrado fragmentos de botellas de asa estribo, ollas, cuencos, jarras y platos, decoradas con líneas incisas, por lo que la publicación del análisis cerámico del material recuperado en las excavaciones de 1980 ayudará a una mejor clasificación de la forma, decoración y tecnología de la cerámica procedente de Purulén (Nicolas, 2018).
Fue declarado Patrimonio Cultural de la Nación con Resolución Directoral Nacional N°615/INC-2009.